# Podplešivica
Podplešivica – wieś w Słowenii, w gminie Brezovica. W 2018 roku liczyła 287 mieszkańców.